# Eduard Holtzman
Eduard Solomonovitj Holtzman (ryska: Эдуард Соломонович Гольцман), född 1882 i Krośniewice i Guvernementet Warszawa, död 25 augusti 1936 i Moskva, var en sovjetisk bolsjevikisk politiker.

## Biografi
Eduard Holtzman blev medlem av bolsjevikpartiet år 1903.
I samband med den stora terrorn greps Holtzman i april 1936 och åtalades vid den första Moskvarättegången den 19–24 augusti 1936; enligt åtalet hade han tillsammans med andra tillhört en terrororganisation under Trotskijs ledning. Holtzman dömdes till döden och avrättades genom arkebusering den 25 augusti 1936. Holtzmans och de andra avrättades kroppar kremerades och askan begravdes på Donskojs begravningsplats.
Holtzman rehabiliterades år 1988.